# Mark Jean
Mark Jean (geboren vor 1985) ist ein US-amerikanischer Regisseur, Autor und Filmproduzent.

## Leben
Da Jean sich schon früh fürs Filmemachen interessierte, führte ihn sein Weg an die San Diego State University, wo er sein Studium mit einem Bachelor im Fach Telekommunikation und Film abschloss. Daran schloss sich ein Stipendium beim American Film Institute an mit dem Ziel eines Masterabschlusses.
In der Folgezeit erwies sich Jean als vielseitiger Regisseur, der in verschiedenen Genres aktiv wurde, was ebenso Fernseh-Pilotfilme, wie auch Filmdramen und Filmkomödien sowie Thriller einschloss. Der Film Homecoming (1996) mit Anne Bancroft und Bonnie Bedelia, bei dem er Regie führte, erhielt auf zahlreichen Filmfestivals Auszeichnungen, darunter den Festival’s Gold Award auf dem Internationalen Film Festival in Houston. Außerdem belegte er den ersten Platz beim Filmfestival in New York.
Im Jahr 2012 führte Jean Regie in dem psychologischen Thriller Taken Back: Finding Haley mit Moira Kelly und Amanda Tapping.  Auf das lebensnahe Drama Finding a Family mit Kim Delaney folgte der Tierfilm Ein Hund namens Duke mit Steven Weber. Jean führte auch Regie in diversen Weihnachtsfilmen, angefangen im Jahr 2000 mit Christmas Babies – Ein Geschenk des Himmels, fortgesetzt 2007 mit The Road to Christmas und A Valentine Carol. Auch in dieses Genre fallen die romantische Komödie Santa & Mrs. Claus (2012) mit Mira Sorvino und Will Sasso, Shuffleton’s Barbershop (2013), eine Vater-Sohn-Geschichte um Versöhnung mit Danny Glover, und die Romanze The Christmas Ornament (2013), die sich um eine Christbaumkugel rankt, und mit Kellie Martin und Cameron Mathison besetzt ist. Zwei weitere Weihnachtsfilme datieren aus 2014 und handeln von Mom’s Day Away und The Nine Lives of Christmas
Jean ist außerdem Autor und Co-Autor zahlreicher Drehbücher, worunter sich  auch das historische Drama Beast of Bataan befindet, das von Mel Brooks und Jonathan Sanger produziert worden ist.

## Auszeichnungen
- Mark Jean wurde mit dem George Foster Peabody Award für eine Abfolge von Filmen für Fox Children’s Network ausgezeichnet ebenso wie 1994 mit dem CableACE Award, den er zusammen mit neun Kollegen der Produktionen erhielt.
- Für Homecoming war Jean 1997 zusammen mit Christopher Carlson für den WGA Award (Fernsehen) nominiert.
- Der Film Finn On the Fly wurde auf dem Sprockets Toronto Film Festival als bester Zukunftsfilm in der Kategorie „Beste Familienkomödie“ ausgezeichnet.
- Für seinen Roman Puddlejumpers erhielt Jean den Voya’s Top Shelf Fiction Award.

## Filmografie (Auswahl)
- 1985: Geschichten aus der Schattenwelt – Effect and Cause (Tales from the Darkside, Fernsehserie)
- 1987: Crack: The Big Lie (Kurzfilm, auch Autor und Editor)
- 1989: Das Geheimnis von Lost Creek (Fernsehserie)
- 1990: Teen Angel Returns (Fernsehserie)
- 1991: Parker Lewis – Der Coole von der Schule (Parker Lewis Can’t Lose, Fernsehserie, 2 Folgen)
- 1993: Danger Theatre (Fernsehserie, 3 Folgen)
- 1994: Lisa – Der helle Wahnsinn (Weird Science, Fernsehserie, 5 Folgen)
- 1996: Der lange Weg nach Hause (Homecoming, auch: Vier Geschwister halten zusammen, Fernsehfilm, auch Drehbuchautor)
- 1996: Savannah – Get Me to the Church on Time (Fernsehserie)
- 1996–1997: Eine himmlische Familie (7th Heaven, Fernsehserie, 2 Folgen)
- 1997–1998: Police Academy (Police Academy: The Series, Fernsehserie, 5 Folgen)
- 1998–1999: Die neue Addams Familie (The New Addams Family, Fernsehserie, 2 Folgen)
- 1999: Fionas Website (So Weird, Fernsehserie, 2 Folgen)
- 1999–2000: Teenage Werewolf (Big Wolf on Campus, Fernsehserie, 6 Folgen)
- 2000: Immortal – Der Unsterbliche – Prime Location (The Immortal, Fernsehserie)
- 2000: Christmas Babies – Ein Geschenk des Himmels (Special Delivery, Fernsehfilm)
- 2000: That’s Life – Boo! (Fernsehserie)
- 2006: The Road to Christmas (Fernsehfilm)
- 2007: A Valentine Carol (Fernsehfilm)
- 2008: Finn on the Fly (auch Autor)
- 2008: Come Dance at My Wedding (Fernsehfilm)
- 2008: Toxic Skies (nur überwachender Produzent)
- 2009: Storm Seekers (Fernsehfilm, nur überwachender Produzent)
- 2011: Three Weeks, Three Kids (Fernsehfilm)
- 2011: Finding a Family (Fernsehfilm)
- 2012: Ein Hund namens Duke (Duke, Fernsehfilm)
- 2012: Taken Back: Finding Haley (Fernsehfilm)
- 2012: Santa & Mrs. Claus (Finding Mrs. Claus, Fernsehfilm)
- 2013: Charlie’s Friseurladen – Der lange Weg nach Hause (Shuffleton’s Barbershop, Fernsehfilm)
- 2013: The Christmas Ornament (Fernsehfilm)
- 2014: Mom’s Day Away (Fernsehfilm)
- 2014: Eine samtige Bescherung (The Nine Lives of Christmas, Fernsehfilm)
- 2015: Murder, She Baked: A Chocolate Chip Cookie Mystery (Fernsehfilm)
- 2015: Hello, It’s Me (Fernsehfilm)
- 2015: The Reckoning (Fernsehfilm)